# Zjora Hovhannisian
Zjora Hovhannisian (armeniska: Ժորա Հովհաննիսյան, Zjora Hovhannisian; ryska: Жора Оганесян, Zjora Oganesjan), född 16 april 1987, är en armenisk fotbollsspelare, som spelar för Pachtakor Tasjkent i Olij Liga.

## Karriär
Hovhannisian inledde sin karriär i den armeniska fotbollsklubben Pyunik Jerevan. 2004 bytte han till den grekiska fotbollsklubben Olympiakos FC. Under tiden i Olympiakos fick han inte mycket speltid utan var till största del utlånad till andra grekiska klubbar. I juli 2008 gick han till Doxa Kranoula, och året senare gick han till sin AO Kymis. 2010 gick han till den ryska klubben Saturn Ramenskoje.